# Miwa Oshiro
Miwa Oshiro (大城 美和, nascută 26 august 1983) este un gravure idol și actriță.

## Biografie
Oshiro sa născut în Sapporo, Hokkaido, Japonia pe 26 august 1983 la tată din Okinawan și mamă din Hokkaido. Ea este cunoscută pentru aparițiile sale în filmele "Eiken" și "Hunabku".

## Filmografie
- Maui Densetsu (2001)
- Crazy for mie? (2001)
- Tele Tesa Angel Eye - Private Resort (2002)
- Final Beauty (2002)
- D-Splash! (2002)
- Treasure Vol 13 (2003)
- Miwa In Hawaii (2003)
- Cover Girls (2003)
- Nishojo Tanteidan - Asuka Kara No Kaze (2003)
- Miwa Oshiro -SuperCharge- (2003)
- Idol One: Perfume (2003)
- Se-Jo! Series A: Miwa Oshiro (2004)
- Silky Collection Se-Jo! 2 B (2004)
- Beach Angels - Miwa Oshiro in Belau (2004)
- A Day Off (2005)
- Tukkataa (2006)